# Kappa Andromedae
Kappa Andromedae (kurz: κ And, κ Andromedae) ist ein Stern im Sternbild Andromeda. 

## Eigenschaften
Die Spektralklasse von Kappa Andromedae ist B9 IVn. Damit ist der Stern ein Unterriese, der sich von der Hauptreihe hinweg zu einem Riesenstern entwickelt. Die Größe von Kappa Andromedae beträgt 2,3 Sonnenradien und er besitzt mit 176 km/s eine hohe Rotationsgeschwindigkeit. Die Oberfläche ist über 11.000 K heiß, der Stern leuchtet damit weiß-bläulich.
Die scheinbare Helligkeit von Kappa Andromedae ist 4,1 mag. Damit ist der Stern gemäß der Bortle-Skala außerhalb von stark beleuchteten Städten mit bloßem Auge sichtbar. Durch Parallaxenmessungen von Hipparcos wird der Abstand von Kappa Andromedae von der Erde auf 168 Lichtjahre (52 Parsec) geschätzt.

## Begleiter Kappa Andromedae b
Im November 2012 wurde ein junger, heißer Super-Jupiter mit etwa 12,8 Jupitermassen, der etwas größer ist als Jupiter, durch direkte Beobachtung entdeckt. Der Planet umkreist den Stern in einer Entfernung von 55 ± 2 AE. Die Temperatur wurde auf 1700 K und das Alter auf 30 Millionen Jahre geschätzt. Das Objekt wird als Kappa Andromedae b bezeichnet.
Im September 2013 wurde durch eine Neueinschätzung des Alters des Sterns die geschätzte Masse auf 37 bis 66 Jupitermassen korrigiert, womit es kein Planet mehr, sondern ein Brauner Zwerg ist. Seit seiner Entstehung leuchtet Kappa Andromedae b rötlich, wobei er mit der Zeit abkühlt.